# Liga das Escolas de Samba de Florianópolis
A Liga das Escolas de Samba de Florianópolis (LIESF) é uma entidade representativa das escolas de samba de Florianópolis e sua região metropolitana, no estado de Santa Catarina.
A Liga organiza o desfile anual das escolas na Passarela Nego Quirido, além de outras atribuições como o Prêmio Carlos Magno. Faz parte da Federação Nacional das Escolas de Samba, a Fenasamba. Fundada em 2005 por quatro escolas e tendo chegado a dezessete em 2016, em 2025 a LIESF conta com dez agremiações, sendo oito de Florianópolis, uma em São José e uma na Palhoça.

## História

### Fundação
A LIESF foi fundada no dia 9 de setembro de 2005, no Portal Turístico de Florianópolis, com a união dos quatro presidentes das escolas de samba da cidade naquele ano. Essas quatro escolas são as mais antigas em atividade: Os Protegidos da Princesa, Unidos da Coloninha, Embaixada Copa Lord e Consulado. Em 2009 estreia a quinta agremiação da cidade, a União da Ilha da Magia, que estreou ao lado das quatro escolas no Grupo Especial. Essas cinco escolas são as únicas campeãs do carnaval até hoje. A LIESF inicialmente servia para defender os interesses das escolas, contratação de jurados e outros pormenores dos desfiles, mas a organização do desfile em si era de responsabilidade da prefeitura de Florianópolis. Isso acabou gerando problemas a partir de 2012.

### Crise e expansão em 2012 e 2013
Em 2012, a prefeitura decidiu unilateralmente criar um grupo de acesso para os desfiles das cinco escolas, que desfilariam no grupo especial. O decreto n° 9302, que criou o grupo, autorizou também a prefeitura a chamar escolas de outras cidades - o que gerou mais polêmicas, como a criação de uma nova escola na Palhoça, Nação Guarani, no lugar de uma já existente, a Palhoça Terra Querida, e a não escolha de uma escola tradicional de Santo Amaro da Imperatriz, a Império de Santana. Na época, a LIESF entrou em conflito com a prefeitura pela criação do novo grupo por decreto, ameaçando até mesmo não desfilar e não garantia que a vencedora do acesso subiria ao grupo especial - o que de fato não aconteceu.
No fim de 2012, a prefeitura de Florianópolis não repassou o dinheiro necessário, visto que as escolas necessitam de recursos muito antes do carnaval. A gestão da prefeitura mudou em janeiro, e o novo prefeito argumentou que não havia verba para investir nos desfiles. Após esse imbróglio que culminou com a não realização dos desfiles de 2013, a LIESF assumiu a organização dos desfiles das escolas de samba de Florianópolis, inspirados na organização da LIESA, sua equivalente carioca.

### Superliga: a nova LIESF
No fim de 2013, um acordo criou o que foi chamado de "superliga", ao iniciar uma união entre a LIESF "original" e outras duas ligas, a Liga das Escolas da Grande Florianópolis (LIESGRAND) e a Liga dos Blocos Carnavalescos de Florianópolis (LBCAF). A nova LIESF criada desta fusão faz seu próprio grupo de acesso, que seria formado pelas novas escolas da liga: Império Vermelho e Branco, Amigos do Caramuru, Dascuia, Nação Guarani, Palhoça Terra Querida e Futsamba Josefense - algumas delas tinham sido formadas a partir de blocos, e as três últimas eram de Palhoça e São José, cidades vizinhas a Florianópolis, vindas da LIESGRAND. No desfile de 2014, a campeã do acesso, Dascuia, subiu ao grupo especial, e em 2015, foi introduzido o rebaixamento no grupo especial, com a Consulado sendo a primeira a cair ao acesso, e uma terceira divisão, o Grupo de Acesso A, com a chegada de mais escolas para 2016 vindas da LBCAF: Imperadores de Jurerê, A Nossa Turma, Unidos do Morro do Céu, Amigos do Bom Viver e Amocart. Nessa altura, entre entradas e saídas de agremiações, a liga chegou a um total de 17 escolas, o máximo que já alcançou ao mesmo tempo.

### A última década
Enquanto os desfiles do grupo especial se mantiveram com regularidade e aumentando com uma escola subindo do grupo de acesso a cada ano, entre 2016 e 2020, a presença do desfile dos grupos de acesso variou - entre 2017 e 2018, os desfiles não ocorreram, o que levou a rebaixada de 2016 União da Ilha da Magia a só retornar ao grupo especial em 2020. Algumas escolas encerraram as atividades, foram desfiliadas por conta das regras de participação na liga ou ainda voltaram a ser blocos.
Em 2023, após a pandemia, só restavam duas escolas no grupo de acesso: Jardim das Palmeiras e Império Vermelho e Branco. Elas se juntaram a última campeã do acesso, a Acadêmicos do Sul da Ilha, que havia se tornado escola em 2015. Desde 2020, quando ocorreram as últimas desfiliações, a liga é formada por dez agremiações, sendo as cinco campeãs que formavam a LIESF antes de 2012, três escolas mais novas e as representantes de São José e Palhoça.

## Prêmio Carlos Magno
Desde 2024, também é oferecido pela LIESF uma premiação junto ao Grupo ND chamado Prêmio Carlos Magno. Ele leva o nome de Carlos Magno Pinto da Silva, artista plástico de renome nacional que participou de inúmeros carnavais e outros eventos culturais de Florianópolis e a quem é creditado a criação do apelido da cidade, "Ilha da Magia".
A exemplo de outros prêmios de carnaval, como o Estandarte de Ouro no carnaval carioca, ele não tem ligação com o resultado dos jurados que definem as campeãs do carnaval, tendo o intuito de valorizar o trabalho daqueles que fazem o desfile acontecer.
A premiação tem 16 categorias: Escola de samba, Bateria, Samba-enredo, Enredo, Comissão de Frente, Alegoria, Baianas, Intérprete, Mestre-sala e Porta-bandeira, Evolução, Harmonia, Fantasia, Passistas, Velha Guarda, Grupo Musical e Carnavalesco. As quatro últimas foram adicionadas na edição de 2025.

## Escolas da liga
As escolas precisam preencher alguns requisitos mínimos que incluem número de componentes e viabilidade econômica para ser e permanecer filiadas a liga. Várias escolas que chegaram a desfilar nos grupos de acesso acabaram desfiliadas com o passar dos anos, seja por conta das regras da liga ou outros motivos variados: A Nossa Turma, Amigos do Bom Viver, Amigos do Caramuru, Amocart, Filhos da Lua, Futsamba Josefense, Imperadores de Jurerê, Palhoça Terra Querida e Unidos do Morro do Céu. As escolas Império São Miguel e Império de Santana tentaram se filiar, mas nunca chegaram a desfilar na Passarela Nego Quirido. Já a Estrela do Norte da Ilha pretende se filiar no futuro.
As seguintes escolas estão filiadas a LIESF em 2025:
| Escola                           | Fundação | Comunidade                        | Títulos (Grupo Especial) |
| -------------------------------- | -------- | --------------------------------- | ------------------------ |
| GCERES Os Protegidos da Princesa | 1948     | Morro do Mocotó                   | 26                       |
| SRCS Embaixada Copa Lord         | 1955     | Morro da Caixa/Montserrat         | 20                       |
| SRC Unidos da Coloninha          | 1962     | Coloninha                         | 10                       |
| GRES Consulado                   | 1986     | Caeira/Saco dos Limões            | 9                        |
| GRCES União da Ilha da Magia     | 2000     | Lagoa da Conceição                | 4                        |
| GRCES Dascuia                    | 2004     | Morro do Céu                      |                          |
| GRCES Jardim das Palmeiras       | 2005     | Jardim das Palmeiras/Forquilhinha |                          |
| GRES Acadêmicos do Sul da Ilha   | 2008     | Tapera                            |                          |
| GRES Nação Guarani               | 2009     | Caminho Novo                      |                          |
| GRCES Império Vermelho e Branco  | 2012     | Pantanal                          |                          |